# Яким Маленков
Йоаким (Яким) Маленков е български просветен деятел, деец на Българското възраждане в Македония.

## Биография
Маленков е роден в махалата Месокастро на град Охрид, тогава в Османската империя. Принадлежи към рода Маленкови, племенник е на Стефан Гюрчев. Започва работа като помощник учител на гърка Кирияк, като след напускането му оглавява охридското училище (1868 - 1872), но за кратко е заточен по донос на охридския гръцки митрополит. По-късно приема свещенически сан.
На 3 април 1861 година Яким Маленков пише на Георги Раковски:
| „ | Безкрайно се благодарихме, като узнахме за пламъка, който носите в душата си за нашия народ и за нашия бащин език. Записахме името ти в черковната кондика, за да се споменава във вечни времена. | “ |

След избухването на Руско-турската война в 1877 година отец Яким Маленков заедно с бившия председател на охридската българска община поп Анастас Гаврилов и още 11 видни охридски българи е арестуван и лежи няколко месеца в затворите в Охрид, Битоля и Солун по обвинение, че служи по славянски, и че в църковните му книги се споменва името на руския император.
Синът му Наум Якимов Маленков също е свещеник.